# وسمق (تفرش)
وسمق (تفرش)، روستایی از توابع بخش مرکزی شهرستان تفرش در استان مرکزی ایران است.
این روستا در فاصله ۶۰ کیلومتری از مرکز شهرستان تفرش قرار گرفته و از نقاط بسیار خوش آب و هوا استان مرکز میباشد.این روستا در جوار رودخانه دائمی قره چای قرار گرفته و تامین اب کشاورزی زمینهای اطراف نیز برعهده همین رودخانه همیشه جاری میباشد.
شغل اکثر مردم کشاورزی و دامداری میباشد و گویش آنها ترک زبان هستند.
متاسفانه در چند سال اخیر علارقم میل باتنی شیب مهاجرت اهالی روستا به شهر بیشتر شده و کمتر جوانی برای ادامه زندگی در روستا سکنا میگزیند و دلیل این امر هم چیزی جز سخت شدن زندگی ها و نبود درامد کافی میباشد.

## جمعیت
این روستا در دهستان رودبار قرار دارد و براساس سرشماری مرکز آمار ایران در سال ۱۳۹۵، جمعیت آن ۱۳۰ نفر (۳۸خانوار) بوده‌است.
تعداد ۶۳ نفر مرد و۶۷ نفر زن تشکیل داده است.